# Хидзиката Хисамото
Хидзиката Хисамото (яп. 土方久元, 23 ноября 1833 — 4 ноября 1918) — японский политический и государственный деятель, военачальник. Член Монархической партии Тосы, приближённый Сандзё Санэтоми, участник реставрации Мэйдзи. Министр сельского хозяйства и торговли (1887), министр Императорского Двора (1887—1889). Член Сената, Императорского совета и Тайного совета. Граф. Псевдоним — Синдзан (яп. 秦山).

## Биография
Хидзиката Хисамото родился 23 ноября 1833 года в южнояпонском княжестве Тоса, в самурайской семье. В 1857 году он отправился в Эдо, где изучал неоконфуцианство под наставничеством Охаси Тоцуаны. Во время учёбы Хисамото заинтересовался общественным движением «Сонно Дзёи» и по возвращении на родину стал членом радикальной антисёгунатской организации Монархическая партия Тосы. В 1863 году, по приказу княжества, он отправился в Киото, где завёл связи с оппозиционерами из княжества Тёсю и столичными аристократами под руководством Сандзё Санэтоми.
После инцидента Бункю 1863 года Хисамото был вынужден бежать вместе с Сандзё Санэтоми в княжество Тёсю. Во время первой карательной экспедиции сёгуната в Тёсю 1864 года он сопровождал аристократа на Кюсю. В изгнании Хисамото поддерживал контакты с земляками Сакамотой Рёмой, Накаокой Синтаро и Танакой Мицуаки. Он способствовал заключению тайного союза между княжествами Сацума и Тёсю с целью свержения сёгуната и восстановления прямого Императорского правления. Рассказ о своих приключениях в 1869 году будущий министр изложил в дневнике «Записки о перевороте» (яп. 回天実記).
В связи с реставрацией Мэйдзи 1868 года Хисамото поступил на службу к новому Императорскому правительству. Изначально он исполнял обязанности помощника главы Токийской префектуры и начальника Токийского гарнизона. Впоследствии Хисамото занимал должности младшего заместителя министра Императорского двора, старшего заместителя министра внутренних дел, секретаря Высшего Государственного Совета, члена Императорского совета и Сената. Он служил преимущественно при Императорском дворе, поэтому совместно с Мотодой Нагасанэ и Сасаки Такаюки выступал за расширение полномочий Императора и представлял консервативные круги дворцовой фракции в японском правительстве. В 1884 году за заслуги перед троном Хисамото был награждён титулом виконта и приравнен к сословию кадзоку.
26 июля 1887 года Хисамото вошёл в состав первого кабинета Ито Хиробуми. Он получил портфель министра сельского хозяйства и торговли. Впоследствии он занял пост министра Императорского двора, которую занимал до 1898 года.
В 1888 году, во время своего пребывания в должности, Хисамото вошёл в состав Тайного совета Японии, занимавшегося составлением новой Конституции. На совещаниях этого совета он неоднократно вступал в споры с центристами во главе с Ито Хиробуми, которые пытались внести в проект основного закона ограничение прав Императора по западному образцу. После провозглашения конституции Хисамото участвовал в церемониях провозглашения Великим сыном Императора принца Ёсихито и открытия Имперского парламента.
Во время японо-китайской войны 1894—1895 годов Хисамото был душевной опорой Императора Мэйдзи. За это в 1895 году министр получил новый титул графа. Через три года Хисамото вышел в отставку и передал дела Императорского двора Танаке Мицуаки. В конце жизни он занимался просветительской работой, работал главой Института изучения монаршей классики, будущего университета Кокугакуин, и способствовал росту авторитета Императора среди простых граждан. После кончины Императора Мэйдзи Хисамото занялся составлением его биографии «Записи правления Императора Мэйдзи» (яп. 明治天皇紀).
Хидзиката Хисамото умер 4 ноября 1918 года в Токио, в возрасте 86 лет. Похоронили его на кладбище Сомэй, в районе Тосима, Токио.